# Insom
Gli Insom (o Insomb) furono una famiglia di scultori e intagliatori attivi tra il XVII e il XIX secolo. Originari di Santa Cristina, in val Gardena, operarono prevalentemente nelle valli di Non e di Sole, nell'allora Principato vescovile di Trento. Il membro più illustre della famiglia fu Giovanni Battista Insom junior, che negli anni Novanta del Settecento si trasferì a Firenze al seguito dello scienziato Felice Fontana, per il quale intagliava statue anatomiche.

## Storia
Gli Insom si trasferirono dai territori ladini della Val Gardena nella pieve di Sanzeno nel corso del XVIII secolo. Sono distinti in tre ceppi familiari: di uno fu capostipite Cristoforo Insom, l'altro nella pieve di Sanzeno discende da Giovanni Battista Insom senior e infine il ramo abitante nei pressi di Revò, con Pietro Insom.
Giacomo Insom (Santa Cristina 1734, doc. fino al 1786), figlio del falegname Cristoforo, attivo fra il 1717 e il 1759 nel santuario di San Romedio che abitò anche nel vicino paese di Tavon. Giacomo compì un percorso di formazione di tre anni presso l'intagliatore gardenese Pietro Antonio Vinazer, poi si spostò a Sanzeno.

## Opere

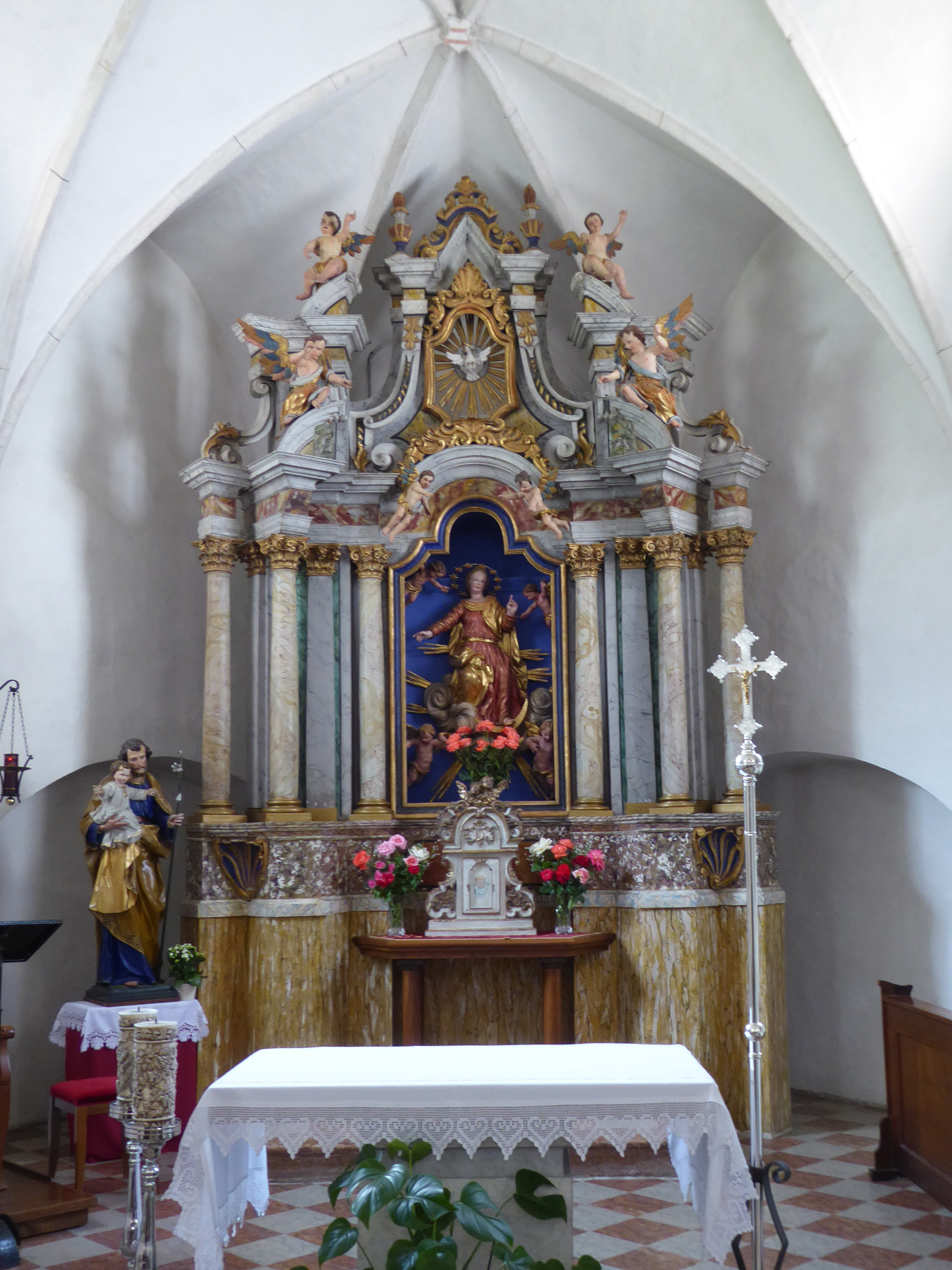
Altare maggiore, chiesa di San Valentino a Cagnò

### Giacomo Insom
- Altare maggiore, 1765-1766, chiesa di San Valentino a Cagnò (Novella). Altare ligneo dipinto ad imitazione del marmo, nella specchiatura centrale presenta un altorilievo raffigurante l'Immacolata[1]
- Altare di S. Giuseppe; Altare del Sacro Cuore, 1770, altari laterali della chiesa della Natività di Maria a Segno (Predaia). Due identiche strutture lignee dipinte ad imitazione dei marmi colorati, differenziate soltanto dalle figure applicate alla cimasa: San Giovanni Nepomuceno e San Luigi Gonzaga[2]

### Pietro Insom
- Altare di S. Francesco; Altare di S. Giuseppe, ante 1761, altari laterali della chiesa di Santa Maria a Revò (Novella). In collaborazione con il padre Giovanni Insom[3]